# ヴィハン
ヴィハン（英：Vikhan）とは、パキスタンのチトラル地方原産の牧羊犬種である。このヴィハンという犬種名はサンスクリット語で壊れているほど凶暴であるという意味と、原産地の兵陵地帯を表しているといわれている。別名はヴィハン・シープドッグ（英：Vikhan Sheepdog）、パキスタン・コリー（英：Pakistan Collie）。

## 歴史
古い犬種で、チベットのチベタン・マスティフやトルコのカンガール・ドッグ、カルス・ドッグ、中央アジアのセントラル・エイジアン・シェパード・ドッグと近縁種であると考えられている。羊や家を外敵から守るのに使われていて、首を保護するために重く硬い鉄製の首輪をはめるのが伝統で、人だけでなくヒョウなどの猛獣とも戦う事が出来、あらゆる脅威から羊や家を守ることが出来る優秀なガードドッグであるといわれている。しかしながら、あまりにも獰猛な性格であるために殆んどが実用犬で、原産地以外ではめったに飼育されていない。
本来は上記のように護羊犬として使われているが、夏になると暑さ対策のため羊と一緒にコートを刈り取られ、その毛を毛織物に使うという二次的な役割ももっている。

## 特徴
外見はラフ・コリーに似ていて、それを大きくしてマズルを半分の長さにし、筋骨をたくましくしたような姿をしている。目はアーモンド形で小さく、耳は小さい垂れ耳又は半立ち耳で、尾はふさふさした垂れ尾。ロングコートは密度が高く、毛色はホワイト地にブラウンのマーキングが入るものか、ホワイト地にブラウンとブラックの斑が入るものである。大型犬サイズで、性格は主人に忠実で従順だが、防衛本能が高く攻撃的なため、一般家庭での飼育は非常に難しい。また、力がとても強いため、しっかりとしたしつけが必要不可欠である。

## 参考
- 『デズモンド・モリスの犬種事典』（誠文堂新光社）デズモンド・モリス著書、福山英也、大木卓訳 誠文堂新光社、2007年